# أوليفيا براون
أوليفيا براون (بالإنجليزية: Olivia Brown) هي ممثلة أمريكية، ولدت في 10 أبريل 1960 في ألمانيا.

## وصلات خارجية
- أوليفيا براون على موقع IMDb (الإنجليزية)
- أوليفيا براون على موقع ألو سيني (الفرنسية)
- أوليفيا براون على موقع أول موفي (الإنجليزية)
- أوليفيا براون على موقع قاعدة بيانات الفيلم (الإنجليزية)
- أوليفيا براون على موقع كينوبويسك (الروسية)